# Joher Rassoul
Joher Khadim Rassoul (Dakar, 31 dicembre 1995) è un calciatore senegalese, centrocampista dell'UTA Arad.

## Carriera
Il 1º luglio 2015 viene acquistato a titolo definitivo dalla squadra belga del Lokeren.

## Palmarès

### Competizioni nazionali
- TFF 1. Lig: 1

Adana Demirspor: 2020-2021